# Prokopios von Gaza
Prokopios von Gaza (lateinisch Procopius; * um 465; † 528) war ein christlicher spätantiker Sophist und Rhetoriker.
Prokopios verbrachte den größten Teil seines Lebens in seiner Heimatstadt Gaza, ohne sich an den theologischen Diskussionen seiner Zeit zu beteiligen. Stattdessen verfasste er rhetorische Schriften, unter anderem einen Panegyrikus auf Kaiser Anastasios I., eine Beschreibung der Hagia Sophia und eine Klage über deren teilweise Zerstörung bei einem Erdbeben.
Seine 162 Briefe an meist hochgestellte Persönlichkeiten geben einen Einblick in seine Zeit und auch in seinen eigenen Charakter. Die ihm zugeschriebene Polemik gegen den Neuplatoniker Proklos stammt wohl in Wahrheit von Nikolaos, dem Erzbischof von Methone (12. Jahrhundert).
Daneben verfasste er Kommentare zu Büchern des Alten Testaments, die zu den frühesten Beispielen der so genannten katenischen Kommentare zählen.
Wichtigste Quelle für das Leben des Prokopios ist sein Schüler Chorikios von Gaza.

## Textausgaben
- Eugenio Amato (Hrsg.): Procopius Gazaeus. Opuscula rhetorica et oratoria (Bibliotheca Teubneriana). Walter de Gruyter, Berlin/New York 2009, ISBN 978-3-11-019508-8.
- Eugenio Amato (Hrsg.): Rose di Gaza. Gli scritti retorico-sofistici e le Epistole di Procopio di Gaza (= Hellenica. Band 35). Alessandria 2010.
- Eugenio Amato (Hrsg.): Un discorso inedito di Procopio di Gaza: In Meletis et Antoninae nuptias. In: Revue des études tardo-antiques. Band 1, 2011–2012, S. 15–69.
- Aldo Corcella (Hrsg.): Tre nuovi testi di Procopio di Gaza: una dialexis inedita e due monodie già attribuite a Coricio. In: Revue des études tardo-antiques. Band 1, 2011–2012, S. 1–14.
- Antonio Garzya, Raymond-Joseph Loenertz (Hrsg.): Procopii Gazaei Epistolae et Declamationes (= Studia Patristica et Byzantina. Band 9). Buch-Kunstverlag, Ettal 1963.
- Karin Metzler (Hrsg.): Prokop von Gaza, Eclogarum in libros historicos Veteris Testamenti epitome. Teil 1: Der Genesiskommentar (= Die Griechischen Christlichen Schriftsteller. Neue Folge, Band 22). De Gruyter, Berlin 2015, ISBN 978-3-11-040872-0 (kritische Edition des griechischen Textes).
- Karin Metzler (Hrsg.): Prokop von Gaza, Der Genesiskommentar (= Die Griechischen Christlichen Schriftsteller. Neue Folge, Band 23). De Gruyter, Berlin 2016, ISBN 978-3-11-044276-2 (deutsche Übersetzung).
- Karin Metzler (Hrsg.): Prokop von Gaza, Eclogarum in libros historicos Veteris Testamenti epitome. Teil 2: Der Exoduskommentar (= Die Griechischen Christlichen Schriftsteller. Neue Folge, Band 27). De Gruyter, Berlin 2015, ISBN 978-3-11-069485-7 (kritische Edition des griechischen Textes).
- Karin Metzler (Hrsg.): Prokop von Gaza, Der Exoduskommentar (= Die Griechischen Christlichen Schriftsteller. Neue Folge, Band 28). De Gruyter, Berlin 2020, ISBN 978-3-11-069486-4 (deutsche Übersetzung).